# محويائيل
مِحْوِيَائِيل أو مِخْوِيَائِيل (بالعبرية: מְחוּיָאֵל)،(بالإنجليزية: Mehujael) ويعني "المضروب من الله"، هو من نسل قابيل ابن آدم ، أبوه هو إراد وابنه متوشائيل وحفيده  لامك 

## نسبه
مِحْوِيَائِيل بن إراد بن أخنوخ بن قابيل بن آدم

## نسل
ابنه متوشائيل وحفيده لامك وأحفاد أبنه هم : 
يابال و يوبال وأمهم : عادة .
توبال قايين و نعمة وأمهم : صلة .